# Эмо Фрисландский
Эмо Фрисландский, или Эмо ван Хёйзинге, он же Эмо из Виттевиерума, или Блумхофский (нидерл. Emo van Huizinge, или Emo van Bloemhof, з.-фриз. Emo fan Witewierrum, лат. Emo Bloemhofensis, или Emo Werumensis; около 1175, Фивельго — 13 декабря 1237, Юкверде близ Делфзейла) — нидерландский хронист и теолог, монах-премонстрант, аббат монастыря Цветущего сада (лат. Hortus Floridus) в Блумхофе близ Гронингена, автор «Хроники Верумcких настоятелей» (лат. Chronicon abbatum in Werum).

## Биография
Родился около 1175 года в благородной семье в области Фивельго (з.-фриз. Fivelingo) близ Гронингена, издавно населённой фризами. После посещения в 1180-х годах школы при местном бенедиктинском монастыре изучал каноническое право в Парижском университете. 
В 1190 году вместе братом Аддо поступил в Оксфордский университет, в списках студентов которого фигурирует как «Эмо из Фрисландии» (англ. Emo of Friesland) и является первым в его истории этого учебного заведения иностранным учащимся, известным по имени. Вернувшись на континент, продолжил учебу в Орлеане, где получил степень магистра. После возвращения в родные края служил настоятелем церкви в Хёйзинге (ныне часть муниципалитета Эмсдельта недалеко от Гронингена) и преподавал в церковной школе Вестеремдена.
В 1208 году постригся в монастыре, основанном в 1204 году его дядей, по другим данным, двоюродным братом Эмо ван Ромерсверфом недалеко от Гронингена, а в 1209 году вступил в монашеский орден Норберта Ксантенского. Присоединение церковных владений в Виеруме привело к переименованию монастыря в Виттевиерум, как называлось теперь это место в честь белого облачения премонстрантов, а также к быстрому подъёму этой обители, расширившейся благодаря объединению с женским аббатством Розенкамп (лат. Campus rosarum) в Юкверде близ Делфзейла. 
Когда епископ Мюнстера Оттон I Ольденбургский выступил против основания Виттевиерума, Эмо лично отправился в Рим, чтобы заручиться там поддержкой папы Иннокентия III (1198—1216), и в 1213 году новое аббатство официально основано было под именем монастыря Цветущего сада (лат. Hortus Floridus) в Блумхофе. С 1214 года Эмо занимал в нём должность пробста.
Его тяжба с местными крестьянами, которые требовали, чтобы аббатство само выполняло все обязательства по постройке дамбы на реке Эмс, закончился компромиссом: каждый землевладелец был обязан участвовать в содержании дамбы. Во время Великого наводнения Святого Марцелла, унёсшего 16 января 1219 года около 36 000 жизней и снёсшего целые города, например Рунгхольт на острове Странд, мужской монастырь в Блумхофе, по-видимому, уцелел, монахини же женской обители смогли лишь спасти собственную жизнь, но не строения и имущество. 
В 1225 году Эмо стал настоятелем Виттевиерумского монастыря, должность которого занимал вплоть до своей смерти. Он не только собрал в обители большую библиотеку, включавшую как произведения отцов церкви, так и современных ему богословов, но и сумел укрепить её влияние в области, прирастив земельные владения и выиграв ряд судебных дел. Ему удалось разрешить в свою пользу давний конфликт с премонстрантским монастырём Благодати Девы Марии в Шильдвольде, корыстолюбивые аббаты которого, заручившись поддержкой влиятельного епископа Мюнстера Дитриха III фон Изенберга (1218—1226), безнаказанно разоряли местных крестьян, спровоцировав их в 1224 году на открытое восстание. Новый конфликт с Дитрихом Мюнстерским в 1235 году зашёл так далеко, что тот отлучил даже Эмо от церкви, но папа Григорий IX принял решение в пользу Виттевиерума, после чего епископу пришлось снять с должности своего протеже — непопулярного у местных жителей ректора Шильдвольдского аббатства Хердерика. 
13 декабря 1237 года Эмо скончался в Юкверде во время посещения сестринского аббатства Розенкамп.

## Сочинения
Главным трудом Эмо является «Хроника Верумcких настоятелей» (лат. Chronicon abbatum in Werum), или «Хроника Цветущего сада» (лат. Cronica Floridi Horti), составлявшаяся им на средневековой латыни с 1218 года и охватывающая события 1203—1237 годов. Преемником Эмо Менко она была продолжена до 1276 года, а затем дополнена до 1296 года монахом Фолькертом. 
Излагая не только историю создания Блумхофской обители, начиная с фактического её основания и официального подтверждения его в 1213 году, но и сообщая важные сведения о событиях в Гронингене и соседних городах Оммеландов, а также крестовых походах в Палестину, хроника является важным источником по истории средневековой Фрисландии. Опираясь на свидетельства очевидцев, Эмо рассказывает о проповеднической деятельности Оливера фон Падерборна (1210—1213), с которым, похоже, сам не встречался никогда. Об участии фризов в пятом крестовом походе и осаде Дамиетты (1218—1219) он сообщает на основании впечатлений знакомых ему крестоносцев, подробно изложив в своём «De itinere Frisonum» маршрут плавания фризского флота из дельты реки Лауэрс до самой Акры (1217—1218), откуда один из земляков-пилигримов отправил ему в 1218 году приведённое в хронике письмо.
Увидев своими глазами трагические последствия вышеназванного наводнения Святого Марцелла (1219), Эмо не только пытается объяснить его причины натурфилософским путём, опираясь на теорию четырех элементов, но также видит в нём проявление божьей кары, обрушившейся не только на местных дворян и клириков, погрязших в веротступничестве и стяжательстве, но и строптивых местных крестьян, упорно не желавших исполнять свои обязанности перед монастырём, а во время бедствия не гнушавшихся мародерством. Известно, однако, что впоследствии монахи неоднократно оказывали помощь страдавшим от наводнений земледельцам, ремонтируя дамбу за счёт обители.
Значительный интерес представляют сообщения Эмо о вызванных природными бедствиями социальных конфликтах во Фризии, религиозных движениях вроде последователей Танхельма Антверпенского, с которым боролся ещё в начале XII столетия основатель ордена премонстрантов Св. Норберт, а также рецидивах язычества в народной среде, вызванных, по мнению хрониста, падением авторитета католической церкви. Рассказывая о войне со штедингами (1230), Эмо называет их на библейский манер идолопоклонниками, но не считает еретиками, поскольку, по его мнению, они отказывались не от веры, а от подчинения папской власти, нарушая этим не догматы, а церковное единство. 
Передавая подробности закладки Виттевиерумского монастыря в Блумхофе, Эмо сообщает немало интересного о его основателе — своём дяде, или кузене. По словам хрониста, влиятельный и благочестивый его родич сызмальства стремился к подвижнической жизни, предпочитая умеренность и безбрачие богатству и славе. Нося на теле грубую власяницу, он стоически переносил посты и бичевания, а вступив в законный брак, но так и не прижив в нём детей, оказывал покровительство не только сёстрам и жениной родне, но и всем нуждающимся. Вложив все свои средства в новое объединённое аббатство, он вместо законного потомства оставил многочисленную монашескую «семью», состоявшую из духовных сыновей и дочерей. Трудно судить, насколько соответствуют все эти полулегендарные сведения реальной биографии старшего Эмо, можно лишь со всей уверенностью утверждать, что красноречивый родственник воздал ему сторицей за все благодеяния, увековечив в своей летописи его реальные и мнимые подвиги.
В хронику Эмо включены четыре монолога, в которых он в манере Блаженного Августина размышляет о богословских проблемах и духовной карьере. Они дают представление о менталитете и нравственно-философских средневекового клирика. Критически рассматривая идеал монаха-аскета, а также вопрос о  симонии, Эмо, в числе прочего, приводит и собственные соображения по поводу возможности оставления иноческой жизни из любви к женщине, видя в подобном поступке проявление свободы человеческой воли. Анализ текста хроники выдаёт также знакомство её автора с сочинениями Пруденция, Иеронима Стридонского, Кассиодора, Григория Великого, Петра Кантора и др. классиков.
«Хроника Верумских настоятелей» дошла до нас всего в двух хорошо сохранившихся пергаментных рукописях XIII и XVI веков, находящихся ныне в собрании библиотеки Гронингенского университета. Первую из них некоторые исследователи признают автографом продолжателя хроники Менко (1213—1276). 
Впервые хронику напечатал в 1699 году в Лейдене нидерландский юрист и историк Антониус Маттеус, в 1738-м его публикация была там же переиздана. В 1725 году хронику опубликовал в Сен-Дье-де-Вож учёный настоятель аббатства д'Эстиваль (Лотарингия) Шарль Людовик Гюго, включив в первый том подготовленного им свода «Sacrae antiquitatis monumenta historica, dogmatica, diplomatica».
Научную публикацию хроники подготовил в 1866 году в Утрехте историк-архивист Хендрик Октавиус Фейт Mладший, а в 1874 году её издал в Ганновере немецкий историк Людвиг Вейланд, включив в 23 том серии «Monumenta Germaniae Historica». Новейшее академическое издание хроники, подготовленное профессором средневековой истории Лейденского университета Хубертом Хендриком Янсеном (1928—1985), было выпущено в 1991 году в Хилверсюме.
Другие произведения Эмо, упомянутые его учеником Менко, в частности, «О душе» (лат. De anima), «Древо пороков и добродетелей» (лат. Arbor vitiorum et virtutum), «О различных прегрешениях» (лат. De Differentia criminum) и «О различии между политическими и теологическими добродетелями» (лат. De Differentia virtutum politicarum et theologicarum), считаются утраченными.

## Издания
- Emonis Chronicon abbatis primi in Werum // Veteris aevi analecta seu vetera monumenta hactenus nondum visa. Edidit Matthaeus Antonius. — Tomus 3. — Lugduni Batavorum: Apud F. Haaring, 1699. — pp. 1–161.
- Chronica Beati Emonis et Menkonis // Sacrae Antiquitatis Monumenta historica, dogmatica, diplomatica. Notis illustrata A.R.P. ac domino Carolo Ludovico Hugo. — Tomus 1. — Stivagii: J. M. Heller, 1725. — pp. 429–503.
- Veteris aevi analecta seu vetera monumenta hactenus nondum visa. Edidit Matthaeus Antonius. — Tomus 2. — Lugduni Batavorum, 1738. — pp. 1–110.
- Kronijken van Emo en Menko, Abten van het klooster te Wittewierum, met het vervolg van een ongenoemde. op nieuw naar de handschriften uitgegeven en met de bestaande uitgaven vergeleken door Hendrikus Octavius Feith. — Utrecht: Kemink, 1866. — pp. 1–147. — (Werken, Nieuwe reeks, 4).
- Emonis et Menconis. Werumensium Chronica. Edidit Ludewicus Weiland // Monumenta Germaniae Historica. — Tomus 23. — Hannover, 1874. — S. 454–523. — (Scriptores in Folio).
- De Itinere Frisonum. Ex Emonis Chronico // Quinti belli sacri scriptores minores sumptibus Societatis illustrandis Orientis latini monumentis. Edidit Reinholdus Röhricht. — Genevae: Typis J.G. Fick, 1879. — pp. 59–70. — (Publications de la Société de l'Orient Latin, 2).
- Kroniek van het klooster Bloemhof te Wittewierum. Inleiding, editie en vertaling Hubertus Petrus Henricus Jansen en A. Janse. — Hilversum: Verloren, 1991. — lviii, 412 p. — (Middeleeuwse Studies en Bronnen, 20).